# Yernes
Yernes es una parroquia del concejo de Yernes y Tameza, en el Principado de Asturias (España). Alberga una población de 68 habitantes (INE 2017) en 57 viviendas. Ocupa una extensión de 14,74 km².
Está situada en el área norte del concejo, y limita al sur con la parroquia de Villabre; limitando en las demás direcciones con el concejo de Grado. Concretamente, al norte con la parroquia de Coalla; al este con Santo Adriano del Monte; y al oeste con Santianes y Rubiano.

## Poblaciones
Según el nomenclátor de 2009 la parroquia está formada por las poblaciones de:
- Vendillés (Vindías[3] en asturiano) (lugar): 12 habitantes.
- Yernes (lugar): 76 habitantes.